# Den Sørgmuntre Barber
Den Sørgmuntre Barber er en dansk stumfilm fra 1927 med instruktion og manuskript af Jens Locher.

## Handling
Denne artikel mangler et handlingsreferat. Hjælp os med at skrive det.

## Medvirkende
- Holger Pedersen - Barber Kummersen
- Fridolf Rhudin - Christian, barberlærling
- Sho Erlind - Eva
- Mathilde Nielsen - Frk. Fagerberg
- Schiøler Linck - Værten	Valdemar
- Arne Weel - Alfons Berg
- Carl Fischer - Overbetjenten